# Homomonument

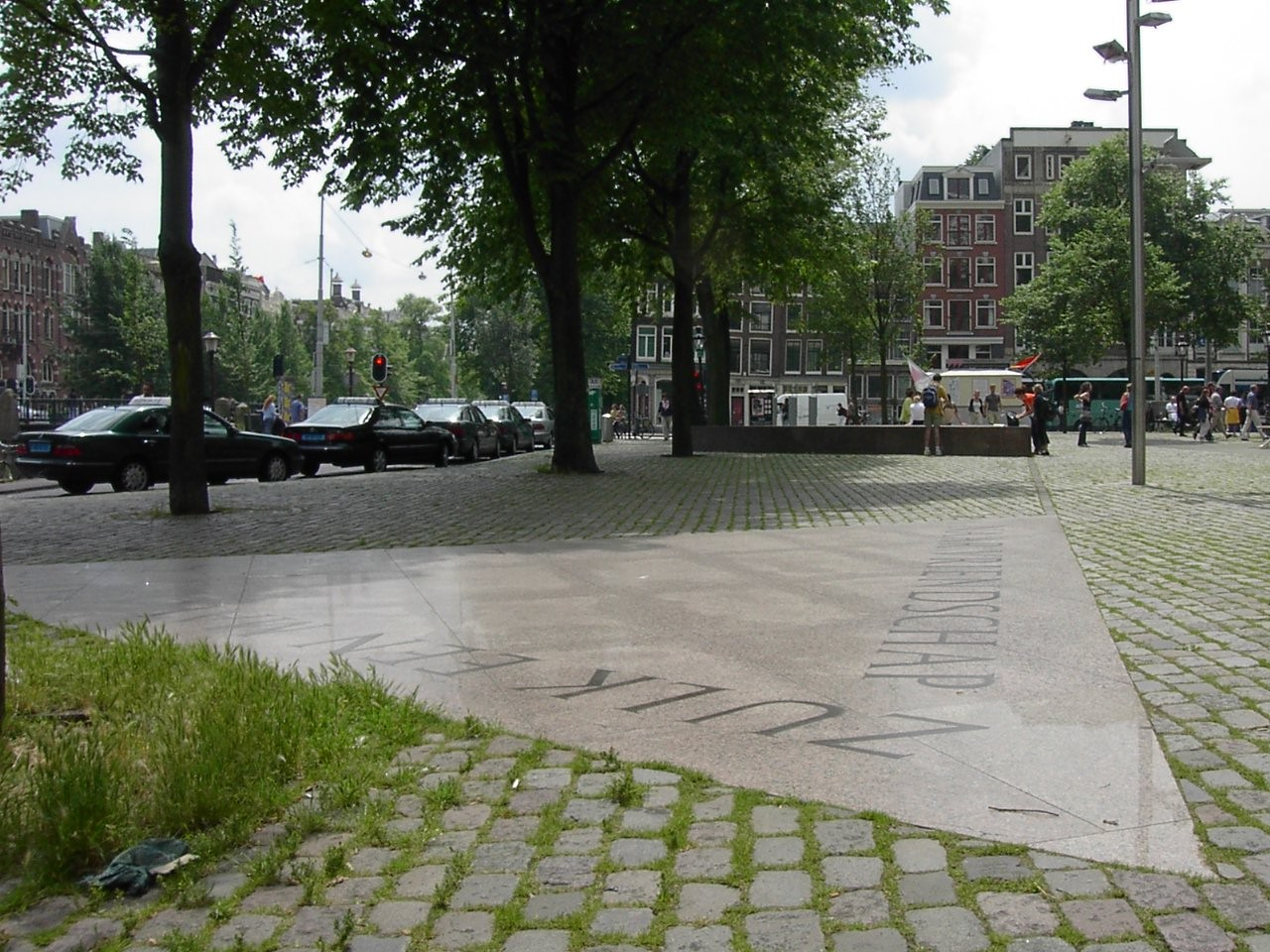
Uno dei tre elementi dell'Homomonument.

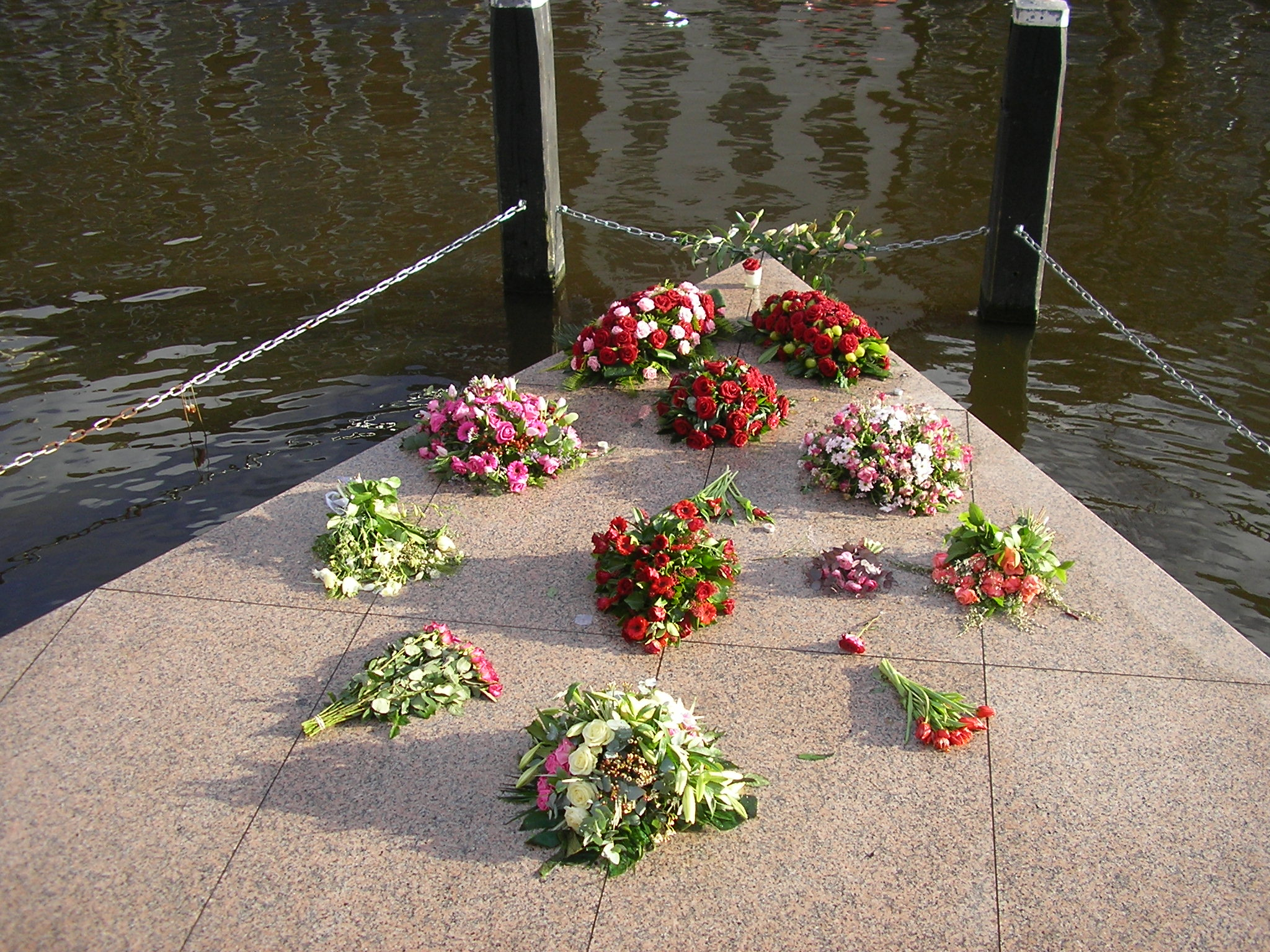
Fiori su un elemento dell'Homomonument ad Amsterdam

L'Homomonument è un memoriale nel centro di Amsterdam, capitale dei Paesi Bassi, creato per commemorare tutti i gay e le lesbiche che sono stati soggetti a persecuzioni a causa del loro orientamento sessuale. Inaugurato il 5 settembre 1987, è composto da tre grandi triangoli fatti di granito rosa, disposti sul terreno in maniera da formare un ulteriore triangolo più grande ed è situato sulla riva del canale Keizersgracht, vicino alla storica chiesa di Westerkerk.
È stato il primo monumento al mondo a commemorare le lesbiche e i gay uccisi dai nazisti.
L'Homomonument è inteso per «ispirare ed aiutare le lesbiche ed i gay nella lotta contro il rifiuto, l'oppressione e la discriminazione». È stato costruito sull'iniziativa del maggio 1979 del movimento di liberazione omosessuale olandese, con il supporto di altri gruppi nazionali.

## Storia
L'idea di un memoriale permanente alle vittime gay e lesbiche di persecuzioni risale al 1970 quando alcuni attivisti omosessuali vennero arrestati per aver cercato di portare una corona di fiori color lavanda al De Eendracht (il memoriale di guerra nazionale) sulla piazza De Dam, nel centro di Amsterdam. La corona venne rimossa dalla polizia e l'atto venne giudicato una "vergogna".

## Il progetto
L'Homomonument si ispira a tre dimensioni temporali: un ammonimento dal passato, un confronto con il presente e un'ispirazione per il futuro. Il tema triangolare che si ripete ed il colore rosa sono basati sulla simbologia del tristemente noto triangolo rosa, il simbolo degli omosessuali internati nei campi di concentramento della Germania nazionalsocialista, divenuto successivamente – insieme alla bandiera arcobaleno – un simbolo per i movimenti di emancipazione omosessuale. È stato stimato che dalle 5.000 alle 15.000 persone omosessuali siano state internate nei campi di concentramento durante il periodo nazista.
Nonostante l'Homomonument venga spesso descritto come un memoriale alle vittime gay delle persecuzioni naziste, esso è invece inteso a commemorare tutte le vittime gay e lesbiche che hanno sofferto, e continuano a soffrire, persecuzioni in tutti i paesi e tutte le epoche.
Otto anni sono stati necessari per raccogliere i 180.000 euro previsti per la costruzione dell'Homomonument. La maggior parte provengono dalle donazioni individuali e di organizzazioni omosessuali, ma il parlamento olandese ha donato 50.000 euro e anche la città di Amsterdam e la provincia dell'Olanda Settentrionale hanno contribuito finanziariamente alla costruzione.
Nel 1980 diversi artisti vennero invitati a sottoporre un progetto ad una giuria composta di esperti nel campo dell'arte e del design. La giuria scelse il progetto di Karin Daan, basato sul triangolo rosa. Con un triangolo centrale ricavato direttamente sul canale, Daan ha espanso il progetto verso la riva per ottenere il massimo della monumentalità senza influire negativamente sull'ambiente circostante.
Come il triangolo centrale sul canale, composto da alcuni gradini che conducono all'acqua e dove spesso vengono lasciate ghirlande floreali, esiste un triangolo alto 60 cm ed un terzo triangolo ricavato all'altezza della pavimentazione. I tre triangoli, ognuno misura 10 metri di lato, formano insieme un triangolo più grande, che è unito a quelli più piccoli da una sottile striscia di mattoni in granito rosa. Il triangolo maggiore misura 36 metri di lato.
L'allineamento delle tre punte del triangolo maggiore sono simboliche: la prima verso De Eendracht (il memoriale nazionale), la seconda verso la casa di Anna Frank – la ragazza ebrea deportata e uccisa dai nazisti – la terza verso la sede centrale del COC, il movimento per i diritti omosessuali fondato nel 1946 da Nico Engelschman, Jaap van Leeuwen e Jo van Dijk.
Sull'estremità che punta verso la casa di Anna Frank è incisa un verso di una poesia del poeta (forse gay) olandese ed ebreo Jacob Israël de Haan (1881–1924): «Naar Vriendschap Zulk een Mateloos Verlangen», in italiano «Un infinito desiderio di amicizia». Il verso è tratto dal suo poema Ad un giovane pescatore.
Una versione in miniatura dell'Homomonument si trova al parco Madurodam de L'Aia. Il modello in scala venne presentato il 24 ottobre, 2006, dal sindaco di Amsterdam Job Cohen e dal presidente del COC Frank van Dalen

## La placca commemorativa
|  | Commemora tutte le donne e tutti gli uomini da sempre oppressi e perseguitati a causa della loro omosessualità. Appoggia il movimento gay e lesbico internazionale nella loro lotta contro il disprezzo, la discriminazione e l'oppressione. Dimostra che non siamo soli. Chiama alla vigilanza permanente. Passato, presente e futuro sono rappresentate dai tre triangoli su questa piazza. | Commemorates all women and men ever oppressed and persecuted because of their homosexuality. Supports the international lesbian and gay movement in their struggle against contempt, discrimination and oppression. Demonstrates that we are not alone. Calls for permanent vigilance. Past, present, and future are represented by the three triangles on this square. |